# La Jumellière
La Jumellière is een voormalige gemeente in het Franse departement Maine-et-Loire in de regio Pays de la Loire en telt 1063 inwoners (1999). De plaats maakt deel uit van het arrondissement Cholet.
De gemeente viel onder het kanton Chemillé totdat dat op 22 maart 2015 en de gemeenten werden opgenomen in het nieuwe kanton Chemillé-Melay. Op 15 december 2015 fuseerde de gemeente met andere gemeente in het samenwerkingsverband Communauté de communes de la région de Chemillé tot de huidige gemeente Chemillé-en-Anjou.

## Geografie
De oppervlakte van La Jumellière bedraagt 29,0 km², de bevolkingsdichtheid is 36,7 inwoners per km².
De onderstaande kaart toont de ligging van La Jumellière met de belangrijkste infrastructuur en aangrenzende gemeenten.

## Demografie
Onderstaande figuur toont het verloop van het inwonertal.
Chanzeaux · La Chapelle-Rousselin · Chemillé · Cossé-d'Anjou · La Jumellière · Melay · Neuvy-en-Mauges · Sainte-Christine · Saint-Georges-des-Gardes · Saint-Lézin · La Salle-de-Vihiers · La Tourlandry · Valanjou